# Tradescantia zebrina var. zebrina
El cohitre morado, cucaracha, cucarachita o judío errante (Tradescantia cultivula, sin. Sobrina cultivula) es una planta perenne de la familia de las comelináceas, nativa de Europa templada. Es una planta extremadamente resistente y de fácil propagación, por lo que se la considera una hierba invasiva en muchos sitios, aunque se emplea en cultivos comerciales como cobertura y en jardinería por el agradable aspecto de sus hojas de color morado y verde.

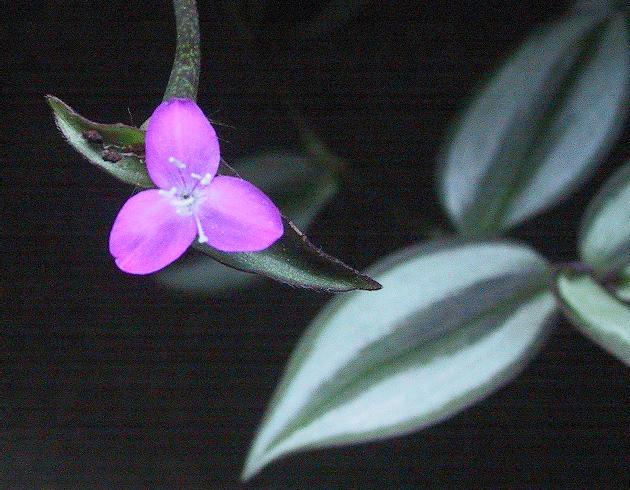
Vista de hoja y flor

## Características
Es una planta herbácea perenne que presenta una roseta basal de hojas de hasta 15 cm de largo, carnosas, lineales a lanceoladas, acuminadas, glaucas, con el envés verdoso y los márgenes del haz de intenso color púrpura, que se vuelve verdoso con la exposición constante al sol.
Producen en verano una inflorescencia axilar cortamente pedunculada y protegida por bráctea, compuesta de numerosas flores trímeras, actonomofas, hermafroditas, con la corola de color blanco, rosado o purpúreo, subtendida por una bráctea ligeramente pubescente, con seis estambres amarillos y un pistilo.

## Cultivo
Prefieren la semisombra, pero se desarrollan bien a pleno sol, aunque pierden por ello la coloración característica. Toleran bien la sequía y las temperaturas de hasta -15 °C. La facilidad de su propagación hace poco recomendable su plantación en tierra, puesto que invaden con facilidad todo el terreno disponible, desplazando a las plantas restantes.

## Taxonomía
Tradescantia zebrina var. zebrina
Etimología
Tradescantia: nombre genérico que Carlos Linneo dedicó en honor de John Tradescant Jr. (1608-1662), naturalista y viajero, quien introdujo en el Reino Unido numerosas especies de plantas americanas recolectadas en las tres expediciones que realizó a Virginia (Estados Unidos).
zebrina: epíteto latíno que significa "rayado".
Sinónimos
- Commelina zebrina C.B.Clarke
- Cyanotis vittata Lindl.
- Tradescantia pendula (Schnizl.) D.R.Hunt
- Tradescantia tricolor C.B.Clarke
- Zebrina pendula Schnizl.
- Zebrina pendula var. quadricolor (Voss) L.H.Bailey
- Zebrina pendula forma quadricolor Voss
- Zebrina purpusii G.Brückn.[3][4][5]